# Dane Haylett-Petty
Pour les articles homonymes, voir Petty.

a Compétitions nationales et continentales officielles uniquement.

b Matchs officiels uniquement.
Dernière mise à jour le 14 décembre 2021.
Dane Haylett-Petty, né le 18 juin 1989 à Durban, est un joueur australien de rugby à XV et à sept. Il joue principalement aux postes d'arrière ou d'ailier. Il joue avec l'équipe d'Australie entre 2016 et 2020, accumulant trente-huit sélections.

## Biographie

### Jeunesse et formation (jusqu'en 2008)
Dane Haylett-Petty est né à Durban en Afrique du Sud, mais émigre en Australie avec ses parents à l'âge de dix ans. La famille s'installe à Perth en Australie-Occidentale. 
Il commence à jouer au rugby lors de son enseignement secondaire, avec la Hale School. Il joue également avec le club de Cottesloe, puis avec le centre de formation de la franchise de la Western Force.
Haylett-Petty représente la sélection scolaire d'Australie-Occidentale en 2006 et 2007. Il joue également pour la sélection scolaire australienne en 2007,.

### Début de carrière à la Western Force (2008-2010)
Immédiatement après avoir terminé le lycée, Haylett-Petty signe un contrat avec la Western Force en Super 14. Il devient le premier joueur formé en Australie Occidentale à jouer avec cette équipe. Il fait ses débuts professionnels à l'âge de 18 ans, le 3 mai 2008 contre les Chiefs,. Il joue trois rencontres lors de sa première saison.
En 2008 également, il représente l'équipe d'Australie des moins de 20 ans, disputant le championnat du monde junior au pays de Galles. Il se fait remarquer lors de la compétition en inscrivant quatre essais contre le Canada. Il dispute également le mondial junior en 2009.
Il joue aussi pendant une saison avec l'équipe d'Australie de rugby à sept, disputant les Sevens Series en 2008-2009.
Avec la Western Force, il reste peu utilisé en raison de son jeune âge, et de la concurrence de joueurs expérimentés comme Cameron Shepherd et James O'Connor. Il ne joue aucune rencontre lors de la saison 2009, puis profite d'une série de blessure chez ses concurrents pour disputer cinq rencontres en 2010,.
Parallèlement à sa carrière en Super 14, il joue une saison en Shute Shield avec le Gordon RFC en 2009.

### Exil en France et au Japon (2010-2014)
Cherchant à véritablement lancer sa carrière, Haylett-Petty décide de s'exiler en France en 2010, et rejoint le Biarritz olympique en Top 14,,. 
Auteur de performances convaincantes, et bénéficiant de sa polyvalence, il obtient rapidement une temps de jeu conséquent avec le club basque,. Après deux bonnes saisons, il prolonge son contrat pour deux saisons supplémentaires en mars 2012. 
Durant la saison 2011-2012, le Biarritz olympique atteint la finale du Challenge européen. Pour cette rencontre face au RC Toulon, il est titulaire et le BO l'emporte 21-18,. 
Sa troisième saison au club est cependant plus difficile, à cause de nombreuses blessures,. Il décide en juin 2013 de quitter Biarritz avant le terme de son contrat, afin de rentrer jouer en Australie.
Avant de rejoindre l'Australie, il fait une pige d'une saison avec l'équipe japonaise des Toyota Industries Shuttles en Top League.

### Retour en Australie et débuts internationaux (2014-2017)

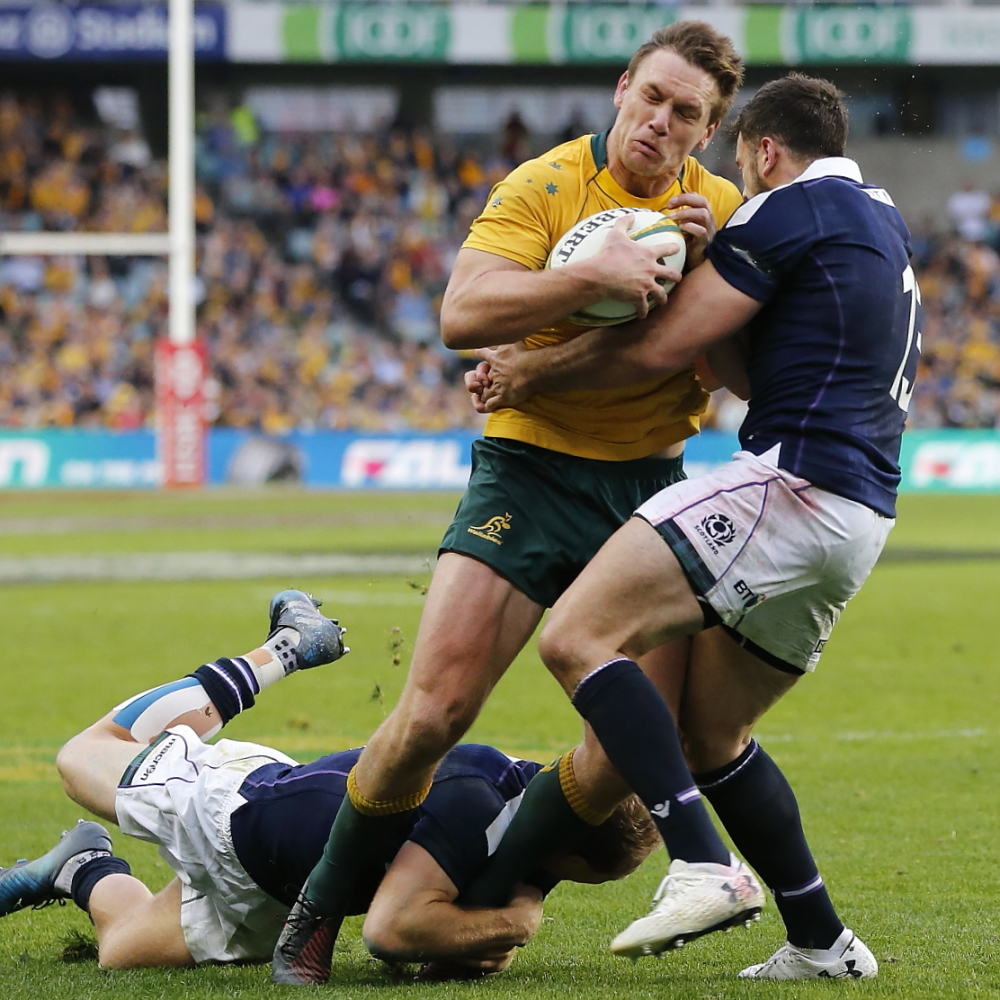
Dane Haylett-Petty sous le maillot des Wallabies face à l'Écosse en juin 2017

Haylett-Petty s'engage avec son ancienne équipe de la Western Force pour la saison 2014 de Super Rugby. Il joue son premier match en avril face aux Waratahs, et joue neuf match comme titulaire lors de la saison.
Plus tard en 2014, il rejoint également l'équipe de Perth Spirit en National Rugby Championship (NRC). Il participe au bon parcours de son équipe, qui parvient jusqu'en finale de la compétition, où ils sont défaits par Brisbane City.
Avec la Western Force, Haylett-Petty s'impose comme le titulaire indiscutable au poste d'arrière.
Grâce à ses performances en Super Rugby, il est sélectionné pour la première fois en équipe d'Australie en juin 2016 par Michael Cheika, afin de préparer une série de test-matchs face à l'Angleterre. Il connaît sa première sélection le 11 juin 2016 à Brisbane,.
Il devient immédiatement un joueur cadre des Wallabies, avec qui il est fixé au poste d'ailier pour accommoder Israel Folau,. Il joue quatorze matchs avec sa sélection lors de sa première année internationale.
En 2017, il connaît une saison plus délicate, principalement à cause d'une blessure au biceps l'éloignant des terrains pendant trois mois. Cette année est également la dernière qu'il joue avec la Force, puisque cette équipe est exclue du Super Rugby à la fin de la saison en raison de son manque de résultat,.

### Transfert aux Rebels et Coupe du monde au Japon (2018-2019)
À la recherche d'une nouvelle équipe de Super Rugby, Haylett-Petty signe un contrat de deux saisons avec la franchise des Melbourne Rebels en 2018. Dans sa nouvelle équipe, il continue sur lancée, et obtient un temps de jeu conséquent,. Il obtient le rôle de capitane de l'équipe pour la saison 2019. En 2019 également, il prolonge son contrat avec les Rebels jusqu'en 2021.
Avec les Wallabies, il continue d'être régulièrement sélectionné, et récupère son poste de prédilection d'arrière à partir de 2018 après le repositionnement, puis la mise à l'écart, d'Israel Folau,.
En août 2019, il est sélectionné dans le groupe australien pour disputer la Coupe du monde au Japon. Il dispute les quatre matchs de poules de son équipe, contre les Fidji, le pays de Galles, l'Uruguay et la Géorgie. Il n'est toutefois pas retenu pour le quart de finale, qui sera perdu face à l'Angleterre, lui étant préféré le polyvalent Kurtley Beale à l'arrière, et le jeune Jordan Petaia à l'aile.

### Fin de carrière anticipée (2020-2021)
À partir de 2020, Haylett-Petty commence à avoir des problèmes réguliers liés aux commotions cérébrales qu'il a subi lors de sa carrière. Une commotion subie en octobre 2020 le force à respecter une période de repos indéfinie, manquant ainsi l'intégralité de la saison 2021,.
En novembre 2021, subissant encore les symptômes des commotions, il décide finalement de mettre un terme définitif à sa carrière.

## Palmarès
- Vainqueur du Challenge européen en 2012 avec le Biarritz olympique.
- Finaliste du National Rugby Championship en 2014 avec Perth Spirit.

## Statistiques en équipes nationales
Dane Haylett-Petty compte 38 sélections avec les Wallabies, dont 35 en tant que titulaire, depuis sa première apparition le 11 juin 2016 à Brisbane face à la Angleterre. Il inscrit 12 essais (60 points).
Il participe à cinq éditions du Rugby Championship en 2016, 2017, 2018, 2019 et 2020, disputant quinze rencontres.
Il dispute une édition de la Coupe du monde, en 2019, disputant quatre matchs (contre les Fidji, le pays de Galles, la Géorgie et l'Angleterre).